# Domenico Fiori
Domenico Fiori (* 8. Juni 1874 in Mompeo, Italien; † 4. März 1962) war ein italienischer römisch-katholischer Geistlicher und Weihbischof im Kardinalbistum Sabina und Poggio Mirteto.

## Leben
Domenico Fiori empfing am 31. März 1906 das Sakrament der Priesterweihe. 
Am 19. Juni 1943 ernannte ihn Papst Pius XII. zum Titularbischof von Palmyra und zum Weihbischof von Sabina und Poggio Mirteto. Der Kardinalbischof von Sabina und Poggio Mirteto, Enrico Sibilia, spendete ihm am 26. Juli desselben Jahres die Bischofsweihe; Mitkonsekratoren waren der Rektor des Collegio Teutonico di Santa Maria dell’Anima, Titularbischof Alois Hudal, und der Abt von Sankt Paul vor den Mauern, Titularbischof Ildebrando Vannucci OSB.
Am 4. August 1948 trat Fiori als Weihbischof von Sabina und Poggio Mirteto zurück.